# Ione (Oregon)
Ione é uma cidade localizada no estado norte-americano de Oregon, no Condado de Morrow.

## Demografia
Segundo o censo norte-americano de 2000, a sua população era de 321 habitantes.
Em 2006, foi estimada uma população de 334, um aumento de 13 (4.0%).

## Geografia
De acordo com o United States Census Bureau tem uma área de
1,5 km², dos quais 1,5 km² cobertos por terra e 0,0 km² cobertos por água.

## Localidades na vizinhança
O diagrama seguinte representa as localidades num raio de 40 km ao redor de Ione.